# 當仁州
當仁州是宋代雅州所屬的一個羈縻州，其轄地在今四川省雅安市所屬名山縣、滎經縣、蘆山縣一帶地方，是宋代招撫當地土著所設置的州縣，一般由其頭人任州官。